# Tiburon (kommun)
Tiburon är en kommun i Haiti.   Den ligger i departementet Sud, i den västra delen av landet, 210 km väster om huvudstaden Port-au-Prince.